# Yvonne Zima
Yvonne Zima (ur. 16 stycznia 1989 w Phillipsburgu) – amerykańska aktorka. Występowała w roli Daisy Carter w operze mydlanej Żar młodości oraz w roli Rachel Greene w serialu Ostry dyżur.

## Życiorys
Urodziła się w Phillipsburgu w rodzinie Dennisa i Marie. Ma dwie starsze siostry: Madeline i Vanessę, również aktorki. Posiada polskie korzenie, jej dziadek po kądzieli był Polakiem. W latach 1995–1997 Yvonne Zima była trzykrotnie nominowana do Young Artist Award.

## Filmografia
Filmy fabularne
- 1995: Gorączka (Heat)
- 1996: Usłane różami (Bed of Roses)
- 1996: Krytyczna decyzja (Executive Decision)
- 1996: Długi pocałunek na dobranoc (The Long Kiss Goodnight)
- 1997: Dopóki tam byłaś ('Til There Was You)
- 1998: The Rose Sisters
- 1999: Łowca błyskawic (Storm Catcher)
- 2000: Miłość i seks (Love & Sex)
- 2009: Surrogate
- 2009: Miłość, to boli (Love Hurts)
- 2010: Meeting Spencer
- 2010: You, Only Better...
- 2011: The Absent
- 2011: Goy
- 2013: Iron Man 3
- 2014: The Last Light
- 2015: The Automatic Hate
- 2016: Nice Guys. Równi goście (The Nice Guys)
- 2017: The Monster Project

Produkcje telewizyjne
- 1993: Roseanne
- 1994-2000: Ostry dyżur (ER)
- 1995: See Jane Run
- 1996: Wieczne święta (Christmas Every Day)
- 1997: Dead by Midnight
- 1999: The Secret Path
- 1999: Misja w czasie (Seven Days)
- 2000: Tata kowboj (A Father's Choice)
- 2009-2012: Żar młodości (The Young and the Restless)
- 2012: BlackBoxTV
- 2013: Prawo i porządek: sekcja specjalna (Law & Order: Special Victims Unit)
- 2013: Castle
- 2014: Dziewczyna z internetu (The Girl He Met Online)
- 2015: Masters of Sex
- 2016: Zabić matkę (Killing Mommy)
- 2016: Długa noc (The Night Of)
- 2016: StartUp
- 2018: Tacy jesteśmy (This Is Us)
- 2019: Now Apocalypse
- 2019: American Horror Story: 1984
- 2020: Killer Prom